# Dermopharmazie
Die Dermopharmazie ist ein interdisziplinäres Gebiet der Medizin und Pharmazie, das sich mit der Vorbeugung und Behandlung von Hautkrankheiten sowie sonstiger Beeinflussung eines Hautzustands durch Arzneimittel, Medizinprodukte, Nahrungsergänzungsmittel, Kosmetika oder Chemikalien beschäftigt.
Korrespondierend mit dem interdisziplinären Ansatz kooperieren hier in Klinik und Praxis tätige Dermatologen, in Hochschule, Krankenhaus, Apotheke oder Offizin tätige Apotheker sowie sonstige Ärzte und Naturwissenschaftler, die in Behörden oder der kosmetischen und pharmazeutischen Industrie sowie Rohstoffindustrie tätig sind. Bei den Hautarzneimitteln gilt das Interesse sowohl den Fertigarzneimitteln wie den Mitteln der magistralen Rezeptur. Zur Koordinierung der Aktivitäten wurde am 20. Juni 1995 in Eschborn die Gesellschaft für Dermopharmazie (GD) gegründet. Heutiger Sitz der Gesellschaft ist Köln.